# Hans Blumenberg
Hans Blumenberg (13. juli 1920 i Lübeck – 28. marts 1996 i Altenberge nær Münster) var en tysk filosof.

## Liv
Som halvjøde kunne Blumenberg ikke gå på et offentligt universitet efter han blev færdig med gymnasiet i 1939. I 1945 blev han interneret i Zerbst. Efter krigen studerede han filosofi, germanistik og klassisk filologi på Hamburg Universitet. Herefter fik han en lang akademisk karriere i Tyskland. Han er far til forfatterinden Bettina Blumenberg.

## Værk
Blumenberg skabte hvad der senere er blevet kendte som metaforologi. Tesen er at det der ligger under metaforer er tættest på sandheden (og længst væk fra ideologier). Hans sene værker, især Omsorg krydser floden (Die Sorge geht über den Fluss) er forsøg på at forstå den menneskelige virkelighed igennem dets metaforer og uvilkårlige udtryk. Idet Blumenberg undersøger tilsyneladende meningsløse anekdoter fra den vestlige filosofis og litteraturs historie, tegner Blumenberg et kort over de udtryk og eksempler der forekommer i diskussionerne af hvad der anses for at være vigtigere emner. Blumenbergs tolkninger er meget uforudsigelige og personlige.
Blumenberg anså sekulariseringen for at være en kritik af det modernes legitimitet ..

## Værker
- Beiträge zum Problem der Ursprünglichkeit der mittelalterlich-scholastischen Ontologie. Dissertation, Kiel 1947 (ikke offentliggjort).
- Die ontologische Distanz. Eine Untersuchung über die Krisis der Phänomenologie Husserls. Habilitationsschrift, Kiel 1950 (ikke offentliggjort).
- Paradigmen zu einer Metaphorologie. I Archiv für Begriffsgeschichte, Bonn 1960; Suhrkamp, Frankfurt am Main 1997, ISBN 3-518-28901-2.
- Die kopernikanische Wende. Suhrkamp, Frankfurt am Main 1965.
- Die Legitimität der Neuzeit. Suhrkamp, Frankfurt am Main 1966; Ny udgave ibd. 1996, ISBN 3-518-28868-7.
- Der Prozess der theoretischen Neugierde. Suhrkamp, Frankfurt am Main 1973, ISBN 3-518-07624-8.
- Die Genesis der kopernikanischen Welt. Suhrkamp, Frankfurt am Main 1975; ibd. 1981, ISBN 3-518-07952-2.
- Arbeit am Mythos. Suhrkamp, Frankfurt am Main 1979, ISBN 3-518-57515-5
- Die Lesbarkeit der Welt. Suhrkamp, Frankfurt am Main 1979, ISBN 3-518-06741-9
- Schiffbruch mit Zuschauer. Suhrkamp, Frankfurt am Main 1979; ibd. 1997, ISBN 3-518-22263-5.
- Wirklichkeiten, in denen wir leben. Aufsätze und eine Rede. Reclam, Stuttgart 1981, ISBN 3-15-007715-X
- Lebenszeit und Weltzeit. Suhrkamp, Frankfurt am Main 1986, ISBN 3-518-29114-9.
- Das Lachen der Thrakerin. Eine Urgeschichte der Theorie. Suhrkamp, Frankfurt am Main 1987, ISBN 3-518-28252-2.
- Die Sorge geht über den Fluß. Suhrkamp, Frankfurt am Main 1987, ISBN 3-518-01965-1.
- Matthäuspassion. Suhrkamp, Frankfurt am Main 1988, ISBN 3-518-01998-8.
- Höhlenausgänge. Suhrkamp, Frankfurt am Main 1989, ISBN 3-518-28900-4.
- Ein mögliches Selbstverständnis. Aus dem Nachlaß. Reclam, Stuttgart 1997, ISBN 3-15-009650-2.
- Die Vollzähligkeit der Sterne. Suhrkamp, Frankfurt am Main 1997, ISBN 978-3-518-58251-0.
- Begriffe in Geschichten. Suhrkamp, Frankfurt am Main 1998, ISBN 3-518-22303-8.
- Gerade noch Klassiker. Glossen zu Fontane. Hanser, München 1998, ISBN 3-446-19473-8.
- Lebensthemen. Aus dem Nachlaß. Reclam, Stuttgart 1998, ISBN 3-15-009651-0.
- Goethe zum Beispiel. Insel, Frankfurt am Main 1999, ISBN 3-458-16976-8.
- Die Verführbarkeit des Philosophen. Suhrkamp, Frankfurt am Main 2000, ISBN 3-518-29355-9.
- Ästhetische und metaphorologische Schriften. Auswahl und Nachwort von Anselm Haverkamp. Suhrkamp, Frankfurt am Main 2001, ISBN 3-518-29113-0.
- Löwen. Suhrkamp, Frankfurt am Main 2001, ISBN 3-518-22336-4.
- Vor allem Fontane. Glossen zu einem Klassiker. Insel, Frankfurt am Main 2002, ISBN 3-458-34540-X.
- Zu den Sachen und zurück. Suhrkamp, Frankfurt am Main 2002, ISBN 3-518-58328-X.
- Beschreibung des Menschen. Suhrkamp, Frankfurt am Main 2006, ISBN 3-518-58467-7.
- Der Mann vom Mond. Über Ernst Jünger. Suhrkamp, Frankfurt am Main 2007, ISBN 978-3-518-58483-5.
- mit Carl Schmitt: Briefwechsel 1971–1978 und weitere Materialien. Suhrkamp, Frankfurt am Main 2007, ISBN 978-3-518-58482-8.
- Theorie der Unbegrifflichkeit. Suhrkamp, Frankfurt am Main 2007, ISBN 978-3-518-58480-4.
- Geistesgeschichte der Technik. Mit einem Radiovortrag von 1967 auf CD. Suhrkamp, Frankfurt am Main 2009, ISBN 978-3-518-58533-7.
- Theorie der Lebenswelt. Suhrkamp, Frankfurt am Main 2010, ISBN 978-3-518-58540-5.